# Arthur Eyguem De Montainge Jarvis
Arthur Eyguem De Montainge »Jacko« Jarvis, kanadski letalski častnik, vojaški pilot in letalski as, * 30. november 1894, Napanee, Ontario, Kanada, † 20. januar 1969.
Poročnik Jarvis je v svoji vojaški službi dosegel 7 zračnih zmag.

## Življenjepis
Med prvo svetovno vojno je bil sprva pripadnik Kanadske ekspedicijske sile, nato pa je bil 6. avgusta 1917 premeščen v Kraljevi letalski korpus.
Letel je z Bristol M.1c, Sopwith Camel in S.E.5a.

## Odlikovanja
- Distinguished Flying Cross (DFC)
- Croix de Guerre s palmo